# Famiglie celebri italiane
Famiglie celebri italiane, nota anche come Famiglie celebri d'Italia, è un'opera sulla storia e la genealogia di 150 famiglie italiane, realizzata a dispense e iniziata da Pompeo Litta Biumi; tra la fine del XIX secolo e l'inizio del XX secolo venne pubblicata anche una seconda serie di genealogie.
Il nome originale era Famiglie celebri d'Italia mentre la dicitura Famiglie celebri italiane comparve per la prima volta nel 1862 con la dispensa n. 144.

## Serie ufficiale

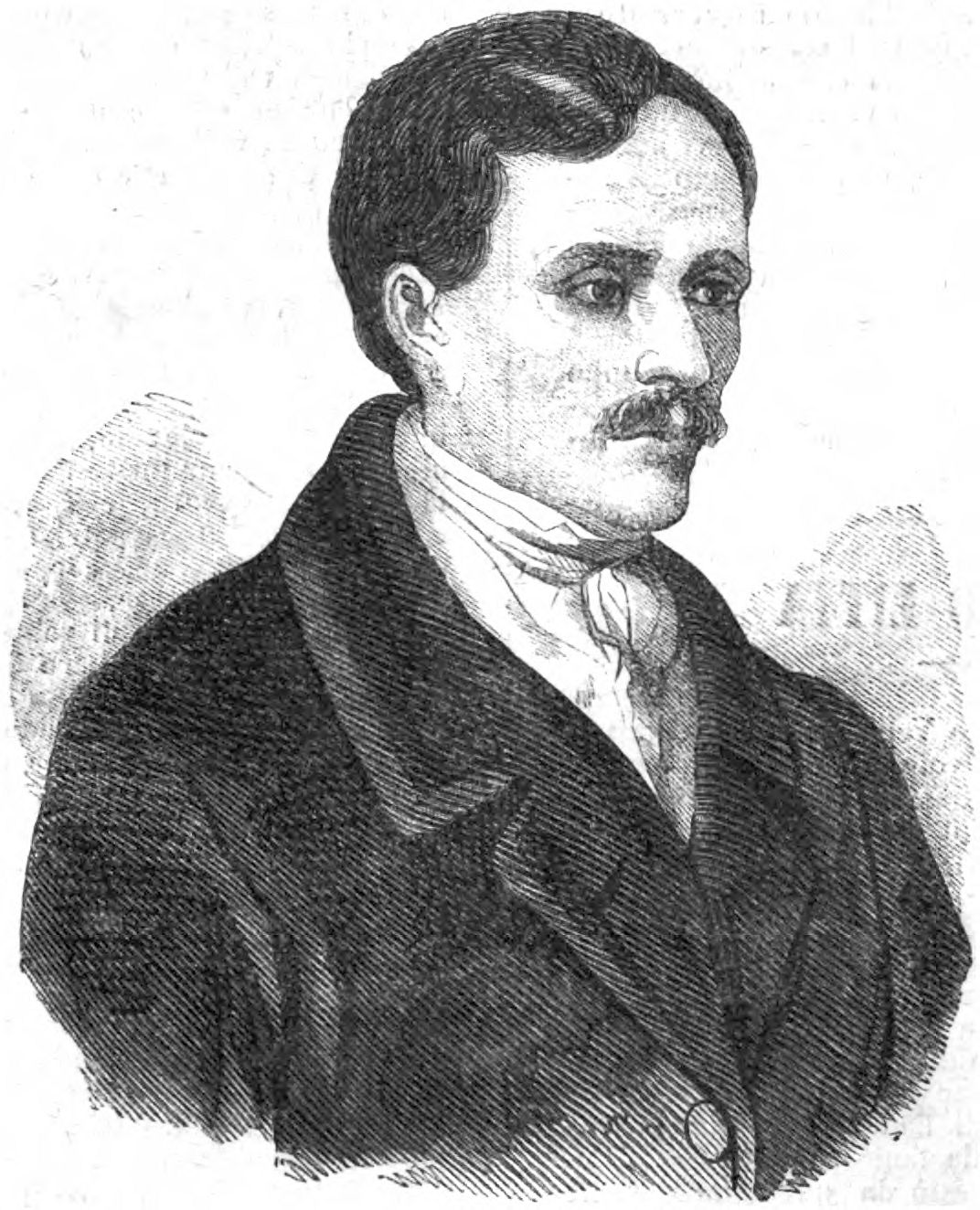
Pompeo Litta Biumi

L'opera, iniziata nel 1814, dopo le campagne militari di Litta Biumi al fianco della Francia, ebbe il compito di esaltare le numerose casate nobili della penisola Italiana con particolare riguardo a quelle milanesi di cui egli stesso era un rappresentante; l'idea del Litta, come si evince dal titolo, non era però quella di narrare di tutte le casate nobili d'Italia, ma solo di quelle "celebri", ovvero distintesi in particolare per qualche atto.
(Lettera a Luigi Passerini)
La pubblicazione, organizzata in una o più dispense per ogni famiglia trattata, riporta non solo l'albero genealogico della famiglia e dei rami collaterali, ma anche lo stemma a colori e le riproduzioni a disegno di alcuni monumenti celebri, ritratti o medaglie dei personaggi più rilevanti ad essa correlati.

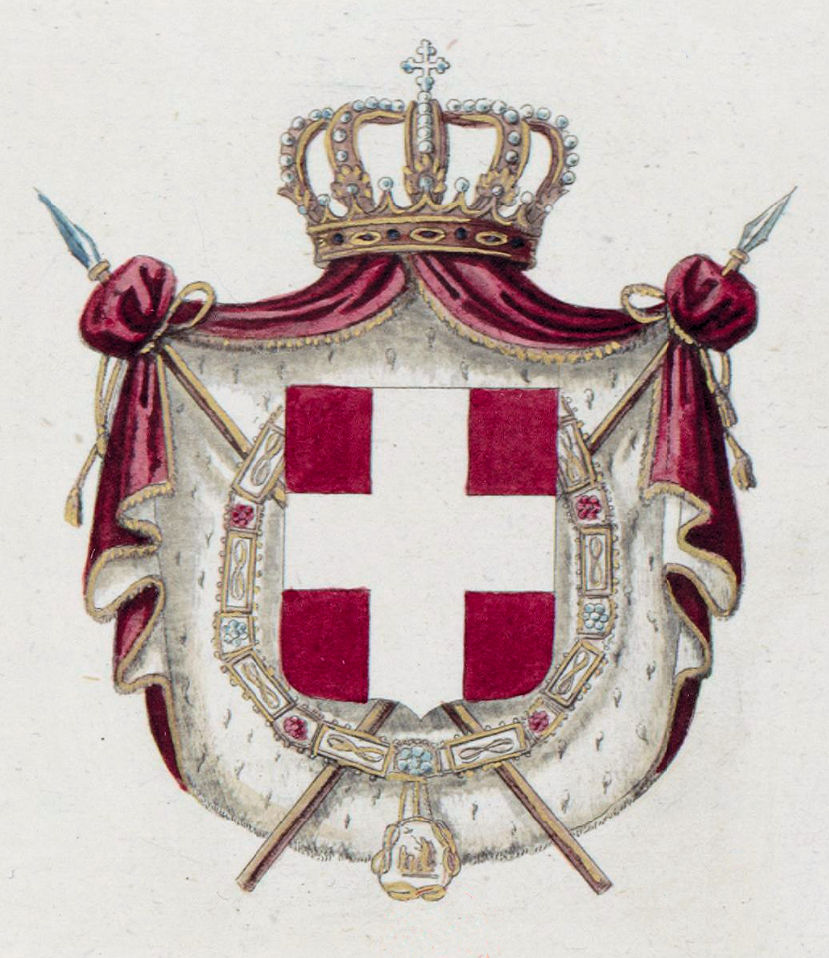
Stemma Savoia
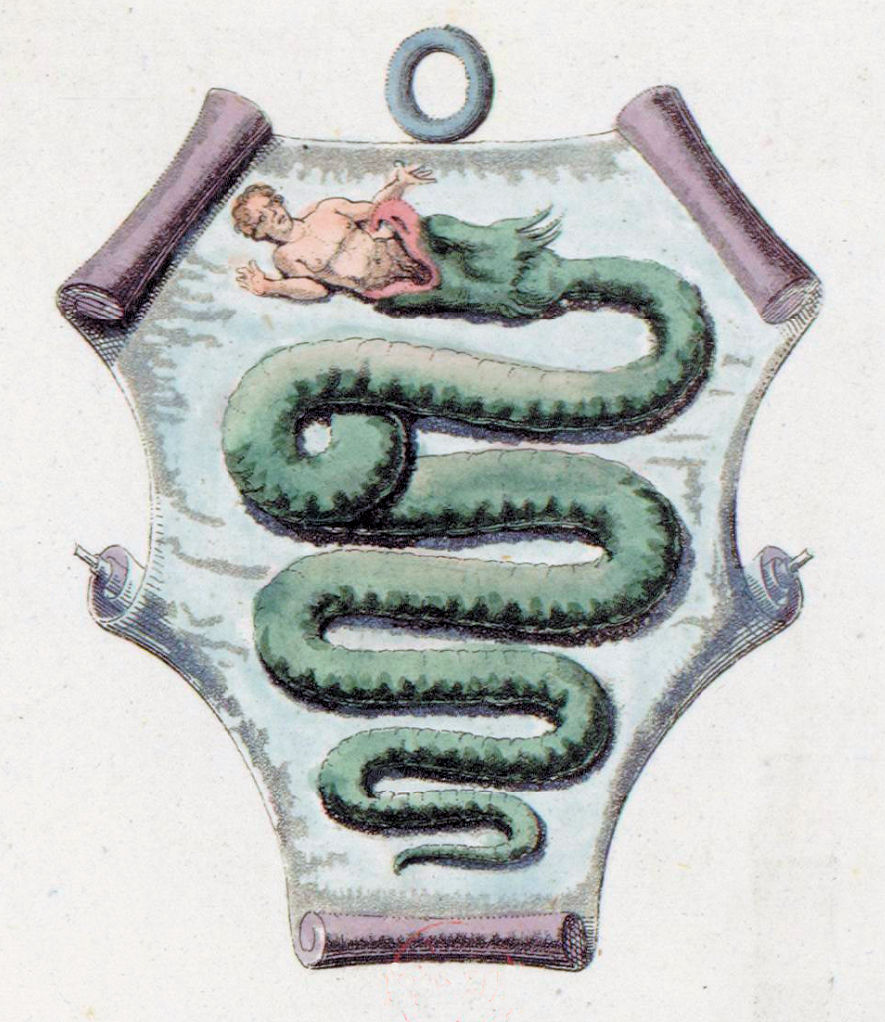
Stemma Visconti
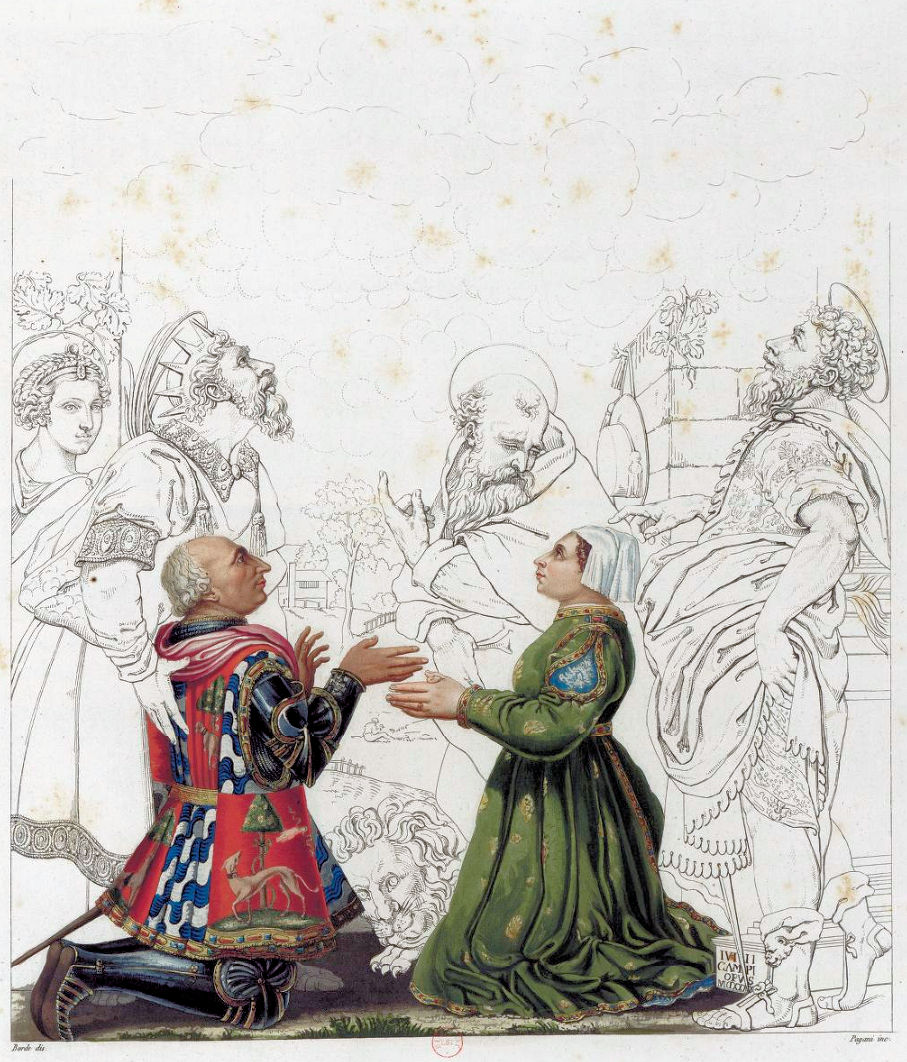
Bianca Maria Visconti e Francesco Sforza
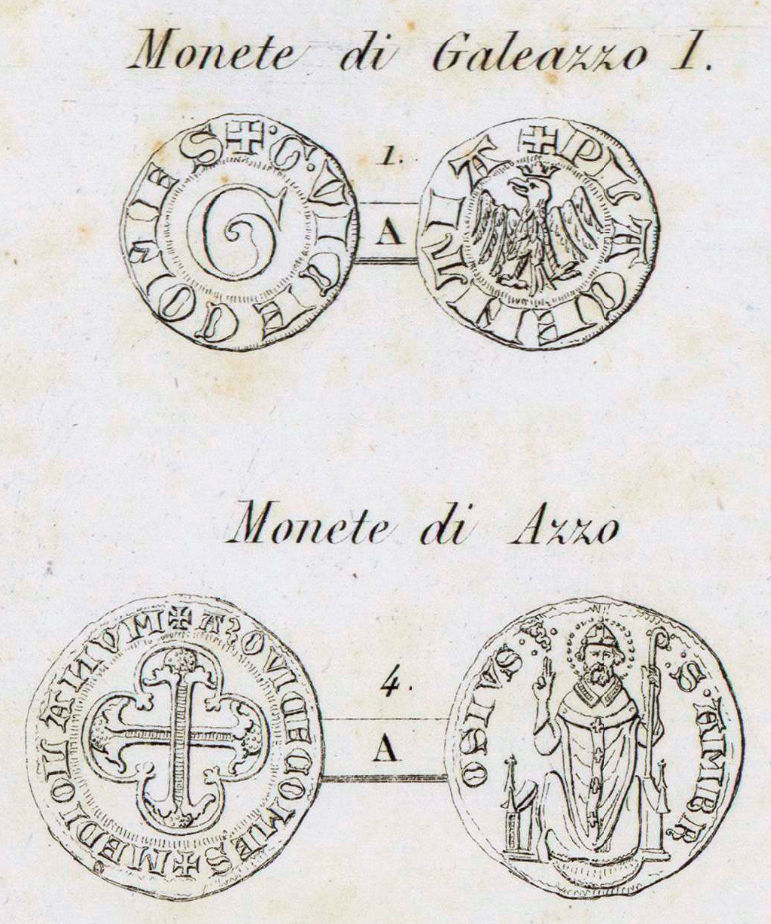
Monete dei Visconti

La raccolta, pur presentandosi a tratti approssimativa nei periodi medievale e comunale, risulta maggiormente precisa nelle epoche temporalmente più vicine al Litta e può essere considerata a tutt'oggi una delle più valide opere genealogiche italiane del periodo per la minuziosità degli studi e l'attenzione alle ricerche svolte. Malgrado questo il Litta incentrò la sua opera su un ideale patriottico a lui caro secondo il quale il periodo comunale (soprattutto per le casate milanesi) fu il periodo di maggiore splendore e di atti di civile eroismo, mentre con l'arrivo dei dominatori stranieri la libertà venne irrimediabilmente compromessa.

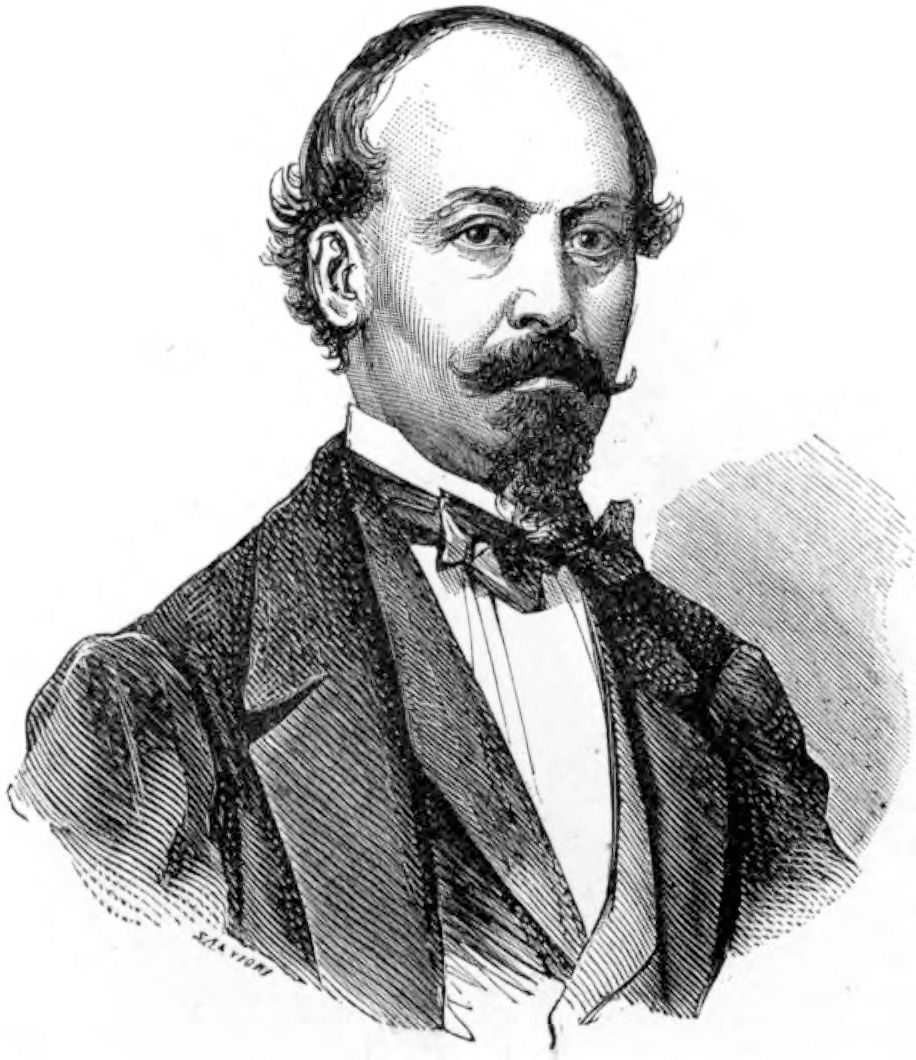
Luigi Passerini Orsini de' Rilli

Dopo la morte del Litta nel 1852, a partire dalla dispensa n. 136 (completamento della famiglia Malaspina) l'opera fu continuata da Luigi Passerini Orsini de' Rilli e Federico Odorici (già collaboratori del Litta) e Federico Stefani; dopo il 1873 si aggiunsero contributi di Francesco di Mauro di Polvica e di Costantino Coda.

### Pubblicazione dell'opera
Inizialmente la redazione e la pubblicazione delle dispense erano realizzate a Milano. Non era prevista alcuna forma di abbonamento (all'epoca chiamata associazione) e il Litta si assunse spese notevoli per la pubblicazione.
Il primo tipografo fu Paolo Emilio Giusti, che realizzò le prime quattro dispense, ma temeva di mettersi contro la polizia e ebbe anche alcune controversie con l'autore. Il Litta perciò dalla quinta dispensa impiantò una tipografia in casa propria, appoggiandosi al nome della tipografia Giulio Ferrario.
Dopo la morte del Litta nel 1852, la pubblicazione proseguì solo nel 1855 per volere del figlio Balzarino Litta Biumi, inizialmente con la stessa tipografia.
Dal 1862 però i diritti e i documenti furono ceduti all'editore Luciano Basadonna che mantenne la stampa a Milano e ripubblicò l'intera opera. Inizialmente nelle dispense (nn. 144-150) era indicata solo la tipografia delle Famiglie Celebri Italiane, ma dalla dispensa n. 151 comparve anche il nome dell'editore.
L'editore, pubblicando l'opera in forma di associazione, portò in giudizio sottoscrittori che non intendevano pagare il prezzo per l'intera opera, come nel caso del marchese Sertorio, nel cui processo era indicata la somma di lire 1594 per i primi 150 fascicoli a cui si aggiungevano lire 15,20 per ognuna delle altre 25 famiglie.
Dal 1872 Luciano Basadonna fu Giuseppe, in quanto unico "editore proprietario", cedette i diritti al proprio figlio Francesco, che intendeva proseguire la pubblicazione dell'opera.
Con un annuncio dell'8 novembre 1873 Passerini, Stefani e Odorici dichiararono di abbandonare la collaborazione all'opera iniziata dal Litta a causa dei «vergognosi processi che si agitano a Genova e a Roma a carico dell'amministrazione economica dell'opera» e declinarono ogni responsabilità per il materiale pubblicato in seguito; non vollero «tener bordone ad inonesti speculatori che vollero trafficare sulla vanità e fare diventare la raccolta delle famiglie celebri un libro aperto a chi non abbia altro d'illustre che l'ambizione».
Nel gennaio 1874 l'editore Francesco Basadonna cercò di smentire queste dichiarazioni, indicando trattarsi sempre di processi contro clienti morosi. Da quell'anno comparve come autore Francesco di Mauro di Polvica e dalla dispensa n. 177, dopo il trasferimento dell'editore a Torino, quasi tutte le tavole vennero pubblicate in forma anonima.
In totale vennero pubblicate 184 dispense, considerando come termine dell'opera il completamento di casa Savoia nel 1883.

### Critiche

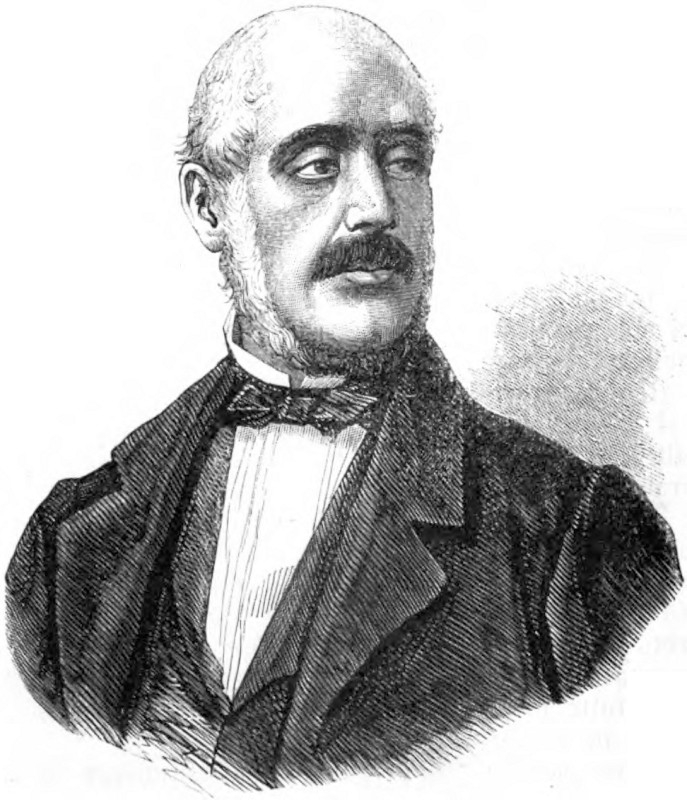
Giuseppe Ferrari

Per stessa ammissione di Luigi Passerini Orsini de' Rilli, l'opera non era priva di errori e citava esempi di biografie troppo brevi per personaggi importanti, il «frequente invertimento dei colori delle armi» ed errori nell'ordine genealogico.
Alcuni studiosi nell'Ottocento pubblicarono testi per correggere errori riscontrati per singole famiglie.
La maggiore critica alle tavole del Litta fu però quella di Giuseppe Ferrari, pubblicata in francese su «Revue des Deux Mondes» nel 1846. Con toni sarcastici, Ferrari smontò l'intera impostazione dell'opera.
(Giuseppe Ferrari)
La descrizione di alcune vicende portò anche a proteste da parte di membri delle famiglie interessate, come nel caso di Carlo Alberto di Savoia che nel 1846 si lamentò per la descrizione della «insipienza di governo degli ultimi tre principi che lo avevano preceduto sul trono».

## Pubblicazioni successive

### Un tentativo di prosecuzione
|                                     |                                              |                                    |                                    |
|                                     | Giuseppe                                     |                                    |                                    |
|                                     |                                              |                                    |                                    |
|                                     |                                              |                                    |                                    |
|                                     | Luciano attivo 1862-1872 a Torino e a Milano |                                    |                                    |
|                                     |                                              |                                    |                                    |
|                                     |                                              |                                    |                                    |
| Francesco attivo 1872-1883 a Torino | Francesco attivo 1872-1883 a Torino          | Giuseppe attivo 1885-1895 a Napoli | Giuseppe attivo 1885-1895 a Napoli |
|                                     |                                              |                                    |                                    |
|                                     |                                              |                                    |                                    |
|                                     |                                              | Luciano attivo dal 1902 a Napoli   |                                    |

Genealogia Basadonna come editori delle Famiglie celebri italiane.
Dal 1885 Giuseppe Basadonna, fratello di Francesco ed editore a Napoli, proseguì la pubblicazione delle dispense delle Famiglie celebri italiane tramite la tipografia Richter e C.
Autore della prima dispensa, dedicata alla famiglia Perillo, fu Francesco di Mauro di Polvica, che già aveva contribuito alla prima serie. Le nuove genealogie si concentrarono su famiglie dell'Italia meridionale, trascurate in precedenza.
- (185) Perillo di Napoli, 1885[25]
- (186) Sabini di Altamura, 1894[26]
- (187) Melodia, 1894[27]
- (188) Siciliano (già Albamonte), 1893[28]
- (188) Stragazzi anticamente Ragozzi (Ràkòczy), s.d.[29]

Queste pubblicazioni, nonostante la numerazione progressiva, non vennero considerate parte della serie originale dagli studiosi.

### Seconda serie

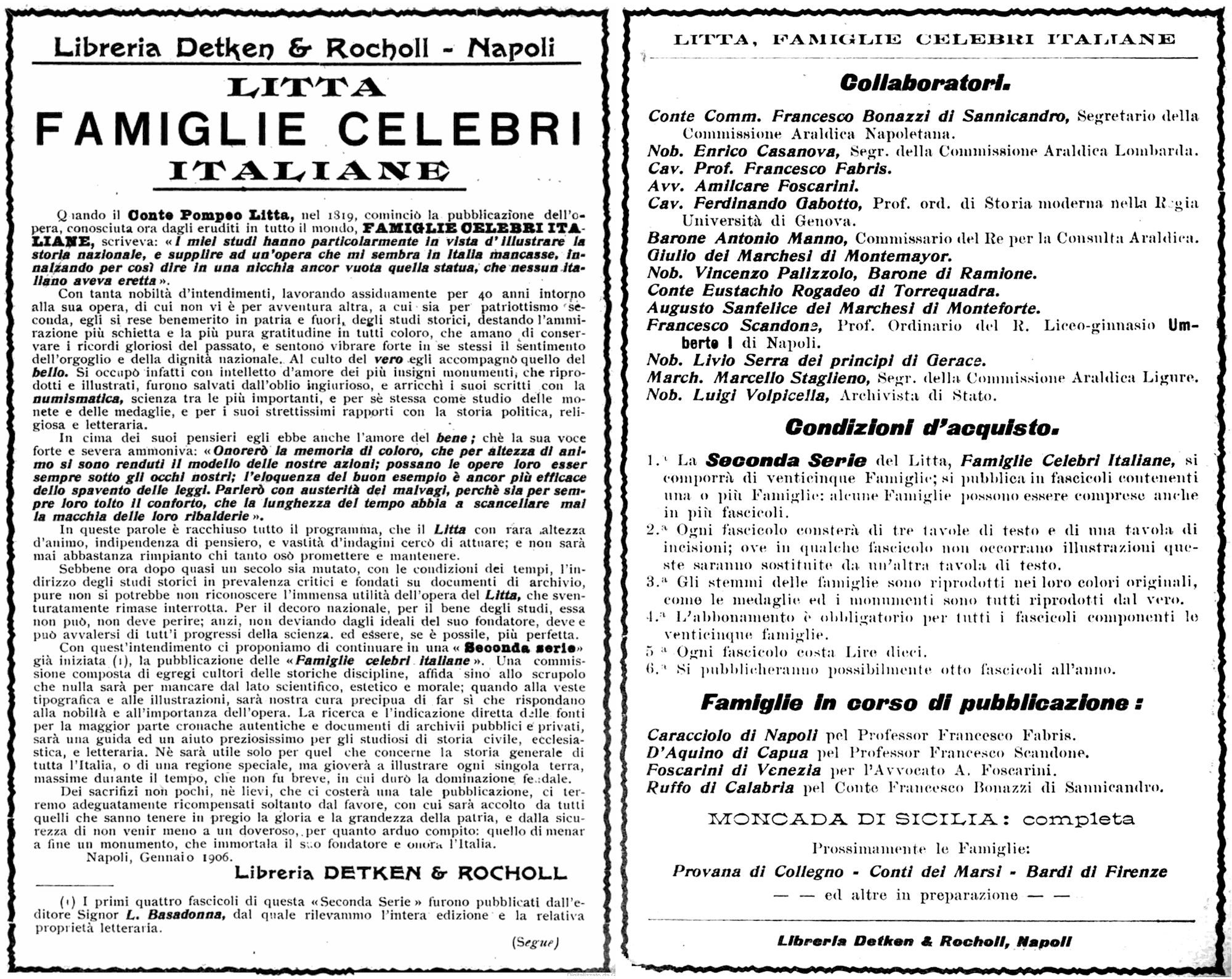
Pubblicità per la seconda serie delle Famiglie celebri italiane

Nel 1902 Luciano Basadonna, figlio di Giuseppe, iniziò una nuova serie delle Famiglie celebri italiane e le prime dispense furono dedicate alla famiglia Caracciolo, a cura del professor Francesco Fabris.
Dopo la pubblicazione delle prime quattro dispense, la libreria Detken e Rocholl rilevò da Belladonna «l'intera edizione e la relativa proprietà letteraria». La libreria era di proprietà di Enrico Detken, che dal 1908 ebbe come socio lo svizzero-italiano Bernardo Johannowsky. Dal 1912 Enrico Detken, ceduta la libreria, si occupò solo di alcune pubblicazioni, compresa quella delle Famiglie celebri italiane.
Tra il 1902 e il 1923 furono realizzati 78 fascicoli relativi alle famiglie Caracciolo, Carafa, D'Aquino, Foscarini, Moncada, Provana, Ruffo di Calabria, Toraldo.
Secondo una pubblicità del 1908 per la nuova serie, l'intenzione era di pubblicare otto fascicoli all'anno riguardanti le genealogie di 25 famiglie; erano indicati come collaboratori:
- conte Francesco Bonazzi di Sannicandro, segretario della Commissione araldica napoletana
- nobile Enrico Casanova, segretario della Commissione araldica lombarda
- professor Francesco Fabris
- avvocato Amilcare Foscarini
- cavaliere Ferdinando Gabotto
- barone Antonio Manno, commissario reale per la Consulta araldica
- Giulio dei marchesi di Montemayor
- Vincenzo Palizzolo Gravina, barone di Ramione
- conte Eustachio Rogadeo di Torrequadra
- Augusto Sanfelice dei marchesi di Monforte
- Francesco Scandone
- nobile Giulio Serra dei principi di Gerace
- marchese Marcello Staglieno, segretario della Commissione araldica ligure
- nobile Luigi Volpicella

Prima della sospensione delle pubblicazioni nel 1923 erano annunciate anche le genealogie delle famiglie Anguissola di Piacenza, Cattaneo di Genova, Crivelli di Milano, Del Maino di Milano, Pipino di Puglia, Sanseverino di Napoli, Arduinici di Torino e Romagnano.

## Prosecuzioni indipendenti

### Famiglie notabili milanesi
Tra il 1875 e il 1885 furono realizzati i quattro volumi delle Famiglie notabili milanesi, principalmente ad opera di Felice Calvi, riprendendo anche lo stile tipografico dell'opera del Litta.
Gli autori delle genealogie furono lo stesso Calvi, Leopoldo Pullè, Damiano Muoni ed Emilio Belgiojoso.
1. D'Adda, Barbiano e Belgiojoso, Bertini, Biglia, Clerici, Colleoni, Durini, Giulini, Isimbardi, Labus, Mainoni, Mandelli, Manzoni, Oldofredi, Ponti, Taverna, Trotti, Visconti-Venosta
2. Borgia, Borromeo, Calvi, Daverio, De-Cristoforis, Melzi, Melzi (Malingegni), Monti, Moroni, Resta, Sfondrati, Villani
3. Attendolo Bolognini, Borri, Brambilleschi e Carminati, Brambilla, Cajrati, Cusani, Gallerani, Ghirlanda, Landriani, Maggi, Olgiati, Silva
4. Brivio, Carcano, Casati, Medici di Marignano

### Famiglie nobili alessandrine e monferrine
Luigi Cesare Bollea indicò la serie Tavole genealogiche di famiglie nobili alessandrine e monferrine dal IX secolo al XX, pubblicata a partire dal 1924 da Francesco di Paola III Guasco Gallarati di Bisio (*1847 †1926), come ideale terza serie dell'opera di Pompeo Litta, sia per l'aspetto grafico sia per la collaborazione di storici riconosciuti come Ferdinando Gabotto.
L'opera venne realizzata in 12 volumi tra il 1924 e il 1945; dopo la morte dell'autore, a partire dal quarto volume la pubblicazione venne curata dal figlio.
Famiglie illustrate nei singoli volumi dell'opera:
1. Guasco di Alessandria
2. Scozia, Civalieri, Zoppi
3. Dal Pozzo, Cuttica, Colli, Inviziati, Bagliani
4. Calcamuggi-Firuffini, Ghislieri, Figarolo, Arribaldi o Annibaldi, Sappa, De-Porzelli
5. Trotti, Boidi-Trotti, Sandri-Trotti, Cermelli, Perboni, Pavaranza
6. Ghilini, Lanzavecchia, Gavigliani, Straneo
7. Castellani-Merlani-Varzi, Conzani, Ferrari-Di Castelnuovo, Ferrari di Spinetta, Gallia-Dal Pozzo, Mantelli, Melazzi, Moscheni, Cavasanti, Prati, Sibaldi, Rovelli, Guaracchi, Milani
8. Canefri, Faa, Grattarola e Grattarola-Beccaria-Incisa, Bolla, Stortiglione, Pertusati, Anolfi, Aulari, Capriata, Varzi
9. Arnuzzi-de' Medici, Balbi, Baratta, Bellingeri, Gamondi, Sacchi, Olivazzi
10. Dalla Valle, Natta, Pico, Biglione, Calori, Grisella, Massel, Sordi
11. Di Langosco, Gozzani, Mossi, Mazzetti, Magnocavallo, Morelli, Sacchi, Taracchia, Guiscardi, Berutti, Maistre, Balliani
12. Fassati, Di Sannazzaro e Di Sannazzaro-Natta, Bobba, Gazzone, Bellone, Vidua, Ricci, Millo, Morra, Pallio